# Lucy in the Sky with Diamonds
"Lucy in the Sky with Diamonds" é o título de uma canção composta e gravada pelos Beatles em 1967, como parte do oitavo álbum da banda, Sgt. Pepper's Lonely Hearts Club Band.
Composta por John Lennon (mas atribuída à dupla Lennon/McCartney), a canção gerou controvérsia por seu título, que foi interpretado como uma possível alusão ao LSD. Logo após o lançamento da canção, surgiu a especulação de que a junção da primeira letra de cada um dos substantivos do título formava, intencionalmente, "LSD". Apesar de Lennon negar isso veementemente, a British Broadcasting Corporation proibiu a canção.
John disse que inspiração da música veio de um desenho que seu filho, Julian Lennon, trouxe de uma colega da escola e mostrou para o pai. A colega, chamada Lucy O'Donnell, apesar de ter sido a fonte de inspiração para uma das canções históricas dos Beatles, contou ao jornal The Guardian, em 2009, que não se relaciona com o tema: "Esse tipo de música não tem muito a ver comigo".
Em 1974, o professor e paleoantropologo Donald Johanson e seu aluno Tom Gray, ao descobrirem um fóssil de Australopithecus afarensis na Etiópia, atribuíram-lhe, inspirados pela música que tocava sem parar no acampamento da expedição, o nome de Lucy.

## Regravação
A canção foi regravada, posteriormente, por diversas bandas e artistas, como Elton John, em 1975.
 Também foi tema de abertura da telenovela Império, de 2014, desta vez interpretada pelo cantor Dan Torres, britânico radicado no Brasil. Em 1968, o cantor  Raulzito fez a versão brasileira "Você Ainda Pode Sonhar" e foi lançado no álbum Raulzito e os Panteras.

## A versão de The Flaming Lips
Uma versão cover de The Flaming Lips foi incluída no seu álbum With a Little Help from My Friends, lançado pela Warner Bros. A música, com vocais de Miley Cyrus e Moby, foi lançada como single oficial em 18 de maio de 2014. Todos os lucros das vendas recorde vão para a Bella Foundation, uma organização em Oklahoma City que ajuda a fornecer cuidados veterinários aos donos de animais de estimação carentes.